# کارلی ساموئلسون
کارلی ساموئلسون (انگلیسی: Karlie Samuelson؛ زادهٔ ۱۰ مهٔ ۱۹۹۵) بازیکن بسکتبال اهل ایالات متحده آمریکا است.